# Ulf Johansson (konstnär)
Ulf Ragnar Johansson, född 12 april 1912 i Maria Magdalena församling i Stockholm, död 18 januari 1978 i Katarina församling, var en svensk målare, tecknare, keramiker och grafiker.
Johansson, som var son till Carl August Johansson och Märta Berglund, studerade vid Berggrens och Larssons Konstskola, Edvin Ollers målarskola 1929–1933 och för Isaac Grünewald och Albert Engström vid Konsthögskolan i Stockholm 1933–1939. Dessutom studerade han etsning för Emil Johanson-Thor och Harald Sallberg.
Separat ställde han ut på Galerie S:t Lukas och på Konstnärshuset i Stockholm samt upprepade gånger i Göteborg och på Linköpings museum. Han medverkade i samlingsutställningar med Nordiska Grafik Unionen, Riksförbundet för bildande konst och i utställningar anordnade av Sveriges allmänna konstförening, Svenska konstnärernas förening och Grafiska sällskapet. Han tilldelades ett stipendium från Konstakademien 1942. Hans konst består av porträtt, landskap från Fårö och Læsø med betande djur, samt stadsmotiv och originella stilleben, takutsikter från sin ateljé med en stockholmsk bakgrund.
Johansson är representerad vid Moderna Museet, Nationalmuseum, Göteborgs konstmuseum{, Värmlands Museum, Kalmar Konstmuseum, Linköpings museum, Norrköpings konstmuseum, Gustav VI Adolfs samling, Statens Museum for Kunst i Köpenhamn och Ateneum i Helsingfors.